# Pigna, Imperia
Pigna är en ort och kommun i provinsen Imperia i regionen Ligurien i Italien. Kommunen hade 795 invånare (2018).